# Liste des lieux patrimoniaux de l'Outaouais
Cet article recense les lieux patrimoniaux de l'Outaouais inscrit au répertoire des lieux patrimoniaux du Canada, qu'ils soient de niveau provincial, fédéral ou municipal.
Gatineau est traité dans la liste des lieux patrimoniaux de Gatineau.

## Liste des lieux patrimoniaux
- Haut – A
- B
- C
- D
- E
- F
- G
- H
- I
- J
- K
- L
- M
- N
- O
- P
- Q
- R
- S
- T
- U
- V
- W
- X
- Y
- Z

| [ 1 ]                                                                     | Lieu patrimonial                                                                | Illustration                                                                    | Municipalité            | Adresse             | Coordonnées        | No    | Constr. | Prot.        | Rec.              | Notes |
| ------------------------------------------------------------------------- | ------------------------------------------------------------------------------- | ------------------------------------------------------------------------------- | ----------------------- | ------------------- | ------------------ | ----- | ------- | ------------ | ----------------- | ----- |
| F                                                                         | Chapelle                                                                        | Téléverser                                                                      | Chelsea                 |                     | 45.5289 -75.8692   | 11498 |         | ÉFP classé   | 8 janvier 1985    |       |
| F                                                                         | Écurie et remise                                                                | Téléverser                                                                      | Chelsea                 |                     | 45.5289 -75.8692   | 11481 |         | ÉFP classé   | 8 janvier 1985    |       |
| F                                                                         | Garage et logement du gardien                                                   | Téléverser                                                                      | Chelsea                 |                     | 45.53 -75.8969     | 11207 |         | ÉFP classé   | 8 janvier 1985    |       |
| F                                                                         | Hangar à bois                                                                   | Téléverser                                                                      | Chelsea                 |                     | 45.5289 -75.869    | 11468 |         | ÉFP classé   | 8 janvier 1985    |       |
| F                                                                         | Kingswood, chalet des invités                                                   | Téléverser                                                                      | Chelsea                 | 72, chemin Barnes   | 45.4868 -75.8458   | 11289 |         | ÉFP reconnu  | 27 novembre 1984  |       |
| F                                                                         | Kingswood, cottage Kingswood                                                    | Téléverser                                                                      | Chelsea                 | 72, chemin Barnes   | 45.4861 -75.8475   | 11371 |         | ÉFP reconnu  | 27 novembre 1984  |       |
| F                                                                         | Kingswood, garage                                                               | Téléverser                                                                      | Chelsea                 | 72, chemin Barnes   | 45.4868 -75.8451   | 11279 |         | ÉFP reconnu  | 27 novembre 1984  |       |
| F                                                                         | Maison O'Brien                                                                  | Téléverser                                                                      | Chelsea                 |                     | 45.5272 -75.8743   | 11468 |         | ÉFP reconnu  | 27 novembre 1984  |       |
| F                                                                         | Maison principale                                                               | Téléverser                                                                      | Chelsea                 |                     | 45.53 -75.869      | 11467 |         | ÉFP classé   | 8 janvier 1985    |       |
| F                                                                         | Première station géodésique                                                     | Téléverser                                                                      | Chelsea                 |                     | 45.4891 -75.8626   | 14823 |         | LHN          | 17 mai 1929       |       |
| Pour la ville de Gatineau, voir Liste des lieux patrimoniaux de Gatineau. |                                                                                 |                                                                                 |                         |                     |                    |       |         |              |                   |       |
| M                                                                         | Maison Cosgrove                                                                 | Maison Cosgrove                                                                 | L'Ange-Gardien          | 1521, route 309     | 45.62389 -75.44306 | 15444 |         | MH cité      | 8 juin 2009       |       |
| F                                                                         | Maison MacLaren                                                                 | Téléverser                                                                      | La Pêche                | Chemin Mill         | 45.635 -75.936     | 2973  |         | ÉFP reconnu  | 23 avril 1985     |       |
| F                                                                         | Moulin à Farine                                                                 | Téléverser                                                                      | La Pêche                | 60, chemin Mill     | 45.635 -75.936     | 2972  |         | ÉFP reconnu  | 23 avril 1985     |       |
| M                                                                         | Château Logue                                                                   | Téléverser                                                                      | Maniwaki                | 8, rue Comeau       | 46.38222 -75.96694 | 13809 |         | MH cité      | 20 octobre 2008   |       |
| P                                                                         | Maison George-Bryson                                                            | Maison George-Bryson                                                            | Mansfield-et-Pontefract | 314, rue Principale | 45.86392 -76.74081 | 4248  |         | MH classé    | 14 juillet 1980   |       |
| P                                                                         | Pont Félix-Gabriel-Marchand                                                     | Pont Félix-Gabriel-Marchand                                                     | Mansfield-et-Pontefract | Rue Principale      | 45.86133 -76.74069 | 4463  |         | MH classé    | 1er juin 1988     |       |
| P                                                                         | Chapelle funéraire Louis-Joseph-Papineau                                        | Chapelle funéraire Louis-Joseph-Papineau                                        | Montebello              | Rue Notre-Dame      | 45.64808 -74.94411 | 6875  |         | MH classé    | 14 avril 1975     |       |
| M                                                                         | Cimetière de Notre-Dame-de-Bonsecours                                           | Cimetière de Notre-Dame-de-Bonsecours                                           | Montebello              | 545, rue Notre-Dame | 45.65039 -74.94869 | 16042 |         | SP constitué | 17 septembre 2007 |       |
| M                                                                         | Ensemble architectural de l'église et du presbytère de Notre-Dame-de-Bonsecours | Ensemble architectural de l'église et du presbytère de Notre-Dame-de-Bonsecours | Montebello              | Rue Notre-Dame      | 45.65053 -74.93983 | 15336 |         | MH cité      | 17 septembre 2007 |       |
| F                                                                         | Hangar à grains                                                                 | Hangar à grains                                                                 | Montebello              |                     | 45.6456 -74.9476   | 10232 |         | ÉFP classé   | 27 février 2002   | [ 3 ] |
| P                                                                         | Manoir Louis-Joseph-Papineau                                                    | Manoir Louis-Joseph-Papineau                                                    | Montebello              | Rue Notre-Dame      | 45.64606 -74.94572 | 4469  |         | MH classé    | 6 mars 1975       | ,     |
| F                                                                         | Manoir Papineau                                                                 | Manoir Papineau                                                                 | Montebello              | 500, rue Notre-Dame | 45.6468 -74.9454   | 7639  |         | LHN          | 16 juin 1986      |       |
| F                                                                         | Manoir Papineau                                                                 | Manoir Papineau                                                                 | Montebello              |                     | 45.64606 -74.94572 | 10231 |         | ÉFP classé   | 27 février 2002   | ,     |
| F                                                                         | Musée familial                                                                  | Téléverser                                                                      | Montebello              |                     | 45.6458 -74.9463   | 10215 |         | ÉFP reconnu  | 27 février 2002   | [ 3 ] |
| F                                                                         | Pavillon de thé                                                                 | Téléverser                                                                      | Montebello              |                     | 45.6455 -74.9462   | 10213 |         | ÉFP reconnu  | 27 février 2002   | [ 3 ] |
| M                                                                         | Presbytère de Notre-Dame-de-la-Consolation                                      | Presbytère de Notre-Dame-de-la-Consolation                                      | Montpellier             | 19, rue Principale  | 45.85583 -75.16222 | 14824 |         | MH cité      | 5 mai 2008        |       |
| M                                                                         | Ancien presbytère de Sainte-Angélique                                           | Ancien presbytère de Sainte-Angélique                                           | Papineauville           | 294, rue Papineau   | 45.61769 -75.01883 | 13883 |         | MH cité      | 20 février 1989   |       |
| M                                                                         | Cimetière protestant                                                            | Cimetière protestant                                                            | Papineauville           | Route 148           | 45.62128 -74.99839 | 11981 |         | MH cité      | 22 septembre 1992 |       |
| M                                                                         | Croix de chemin                                                                 | Croix de chemin                                                                 | Papineauville           | Chemin de la Rouge  | 45.67458 -75.00119 | 9116  |         | MH cité      | 22 septembre 1992 |       |
| M                                                                         | Croix de chemin                                                                 | Croix de chemin                                                                 | Papineauville           | Côte Saint-Charles  | 45.61714 -75.05958 | 9117  |         | MH cité      | 22 septembre 1992 |       |
| M                                                                         | Église de Sainte-Angélique                                                      | Église de Sainte-Angélique                                                      | Papineauville           | 292, rue Papineau   | 45.61722 -75.01869 | 14462 |         | MH cité      | 20 octobre 1989   |       |
| M                                                                         | Église Saint-John                                                               | Église Saint-John                                                               | Papineauville           | Chemin de la Rouge  | 45.69556 -74.98144 | 9003  |         | MH cité      | 22 septembre 1992 |       |
| M                                                                         | Croix de chemin                                                                 | Croix de chemin                                                                 | Plaisance               | Montée Chartrand    | 45.59956 -75.02922 | 9118  |         | MH cité      | 22 septembre 1992 |       |
| F                                                                         | Chalet du Premier ministre                                                      | Téléverser                                                                      | Pontiac                 |                     | 45.5539 -75.9292   | 11352 |         | ÉFP reconnu  | 28 mai 1986       |       |
| F                                                                         | Chalet Herridge                                                                 | Téléverser                                                                      | Pontiac                 |                     | 45.5714 -75.94     | 13219 |         | ÉFP reconnu  | 16 août 2007      |       |
| M                                                                         | Hôtel Petite-Nation                                                             | Hôtel Petite-Nation                                                             | Saint-André-Avellin     | 35, rue Principale  | 45.72022 -75.05703 | 13592 |         | MH cité      | 3 août 2009       |       |
| P                                                                         | Poste de traite du Lac-aux-Allumettes                                           | Poste de traite du Lac-aux-Allumettes                                           | Sheenboro               | Chemin Perrault     | 45.95192 -77.27078 | 9807  |         | SH classé    | 5 septembre 1981  |       |